# Blanquefort (Gers)
Pour les articles homonymes, voir Blanquefort.
Blanquefort (Blancafòrt en gascon) est une commune française située dans l'est du département du Gers en région Occitanie. Sur le plan historique et culturel, la commune est dans le Gimoès, un petit territoire autour de Gimont, traversé en son milieu par la Gimone.
Exposée à un climat océanique altéré, elle est drainée par l'Arrats, le ruisseau d'en Siguès et par divers autres petits cours d'eau. La commune possède un patrimoine naturel remarquable composé d'une zone naturelle d'intérêt écologique, faunistique et floristique.
Blanquefort est une commune rurale qui compte 43 habitants en 2022, après avoir connu un pic de population de 146 habitants en 1926.  Elle fait partie de l'aire d'attraction d'Auch. Ses habitants sont appelés les Blanquefortois ou  Blanquefortoises.

## Géographie

### Localisation
Blanquefort est une commune située sur l'Arrats à 7,5 km au nord-ouest de Gimont, à une soixantaine de kilomètres de Toulouse, une soixantaine de Montauban, et une vingtaine d'Auch.

### Communes limitrophes
Les communes limitrophes sont  Ansan, Aubiet, Saint-Sauvy et Sainte-Marie.
| Ansan |             | Saint-Sauvy  |
|       | Blanquefort | Sainte-Marie |
|       | Aubiet      |              |

### Géologie et relief
Blanquefort se situe en zone de sismicité 1 (sismicité très faible).

### Hydrographie

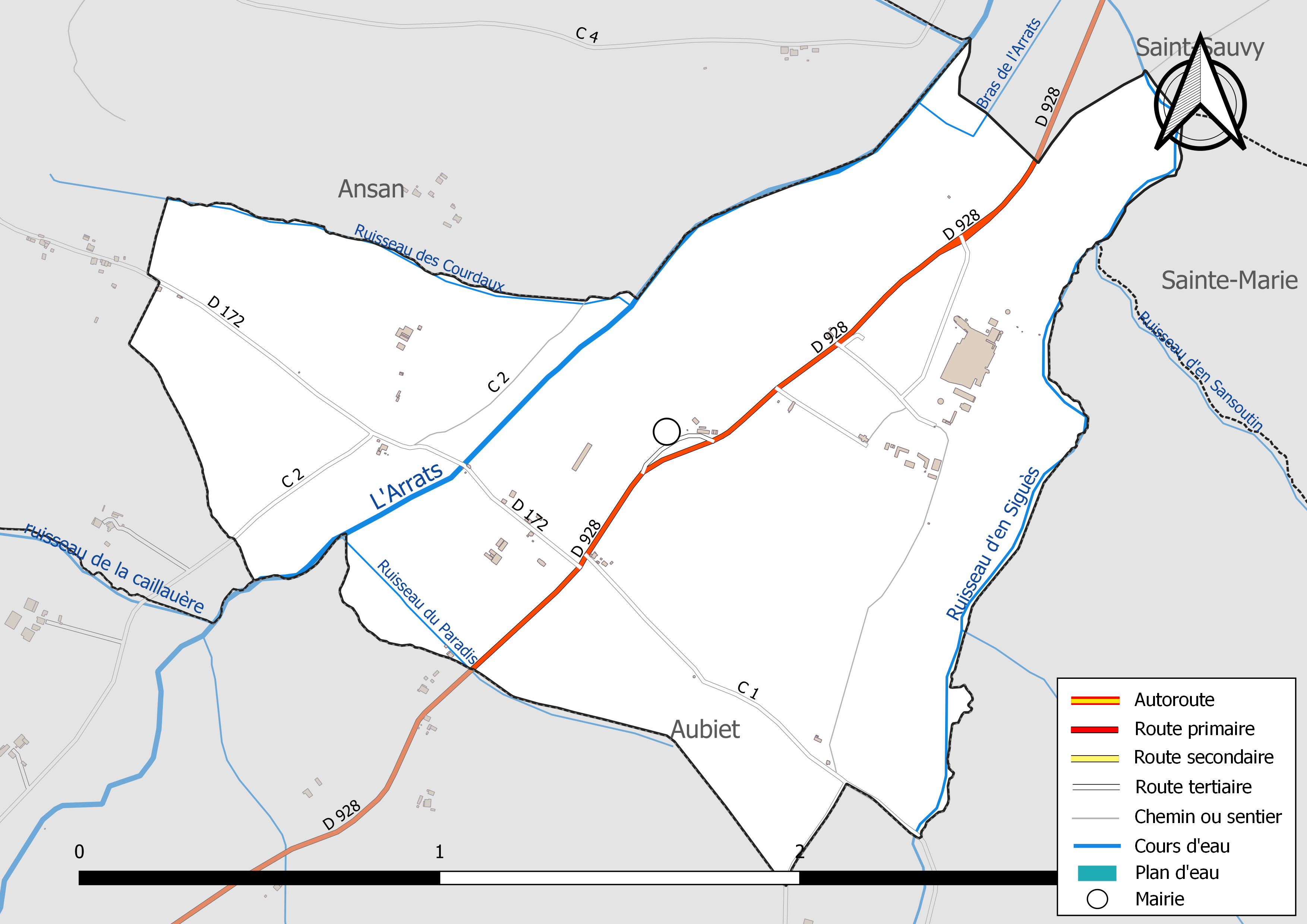
Réseaux hydrographique et routier de Blanquefort.

La commune est dans le bassin de la Garonne, au sein du bassin hydrographique Adour-Garonne. Elle est drainée par l'Arrats, le ruisseau d'en Siguès, un bras de l'Arrats, le ruisseau des Courdaux, le ruisseau de Soton et le ruisseau du Paradis, qui constituent un réseau hydrographique de 6 km de longueur totale,.
L'Arrats, d'une longueur totale de 162,1 km, prend sa source dans la commune de Lannemezan et s'écoule vers le nord. Il traverse la commune et se jette dans la Garonne à Saint-Loup, après avoir traversé 66 communes.

### Climat
Pour des articles plus généraux, voir Climat de l'Occitanie et Climat du Gers.
En 2010, le climat de la commune est de type climat du Bassin du Sud-Ouest, selon une étude s'appuyant sur une série de données couvrant la période 1971-2000. En 2020, Météo-France publie une typologie des climats de la France métropolitaine dans laquelle la commune est exposée à un climat océanique altéré et est dans la région climatique Aquitaine, Gascogne, caractérisée par une pluviométrie abondante au printemps, modérée en automne, un faible ensoleillement au printemps, un été chaud (19,5 °C), des vents faibles, des brouillards fréquents en automne et en hiver et des orages fréquents en été (15 à 20 jours).
Pour la période 1971-2000, la température annuelle moyenne est de 13,2 °C, avec une amplitude thermique annuelle de 15,3 °C. Le cumul annuel moyen de précipitations est de 717 mm, avec 9,8 jours de précipitations en janvier et 5,9 jours en juillet. Pour la période 1991-2020, la température moyenne annuelle observée sur la station météorologique la plus proche, située sur la commune de Lahas à 15 km à vol d'oiseau, est de 13,9 °C et le cumul annuel moyen de précipitations est de 633,5 mm,. Pour l'avenir, les paramètres climatiques de la commune estimés pour 2050 selon différents scénarios d'émission de gaz à effet de serre sont consultables sur un site dédié publié par Météo-France en novembre 2022.

### Milieux naturels et biodiversité

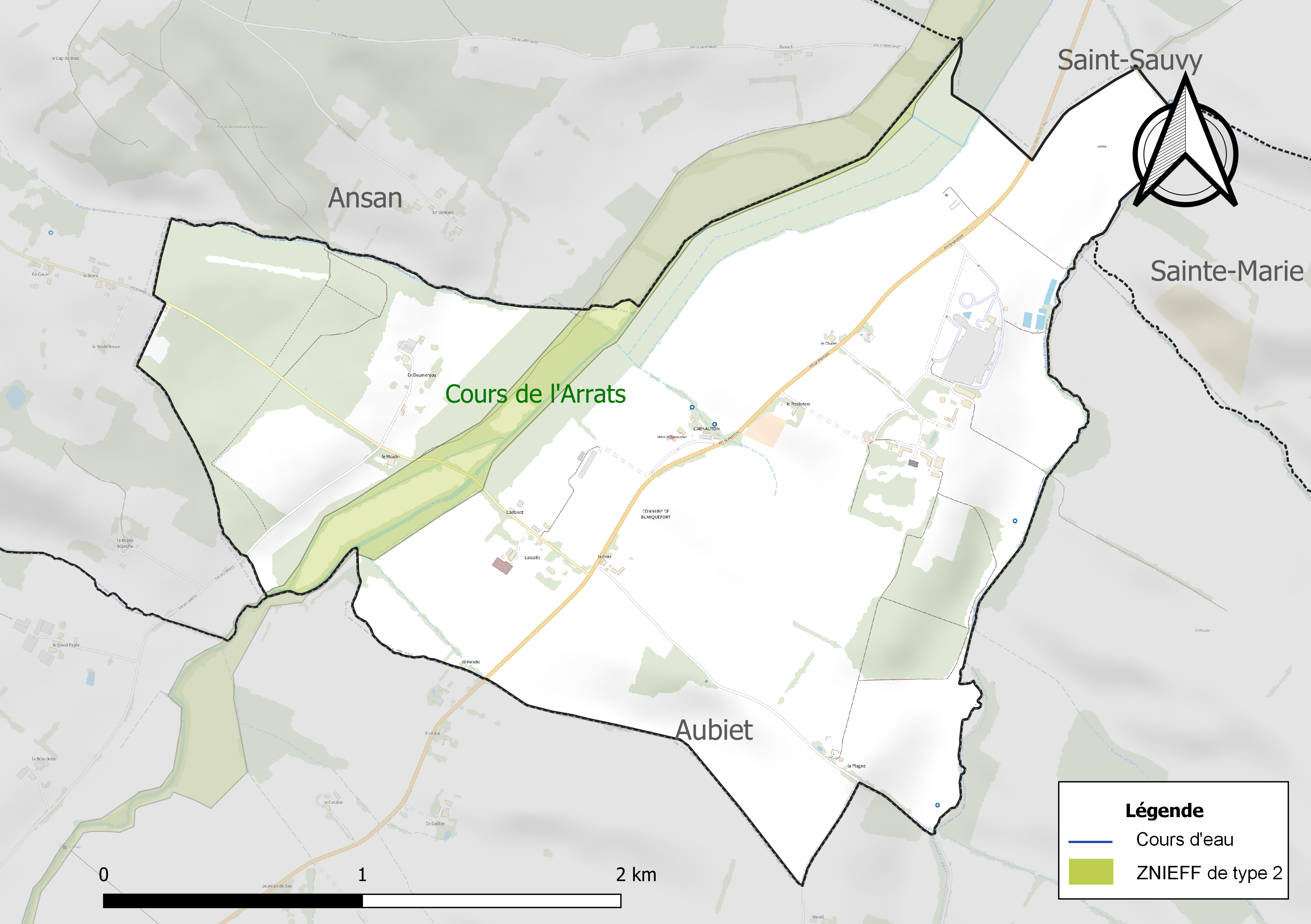
Carte de la ZNIEFF de type 2 localisée sur la commune.

L’inventaire des zones naturelles d'intérêt écologique, faunistique et floristique (ZNIEFF) a pour objectif de réaliser une couverture des zones les plus intéressantes sur le plan écologique, essentiellement dans la perspective d’améliorer la connaissance du patrimoine naturel national et de fournir aux différents décideurs un outil d’aide à la prise en compte de l’environnement dans l’aménagement du territoire.
Une ZNIEFF de type 2 est recensée sur la commune :
le « cours de l'Arrats » (815 ha), couvrant 30 communes dont 22 dans le Gers et huit dans le Tarn-et-Garonne.

## Urbanisme

### Typologie
Au 1er janvier 2024, Blanquefort est catégorisée commune rurale à habitat très dispersé, selon la nouvelle grille communale de densité à sept niveaux définie par l'Insee en 2022.
Elle est située hors unité urbaine. Par ailleurs la commune fait partie de l'aire d'attraction d'Auch, dont elle est une commune de la couronne,. Cette aire, qui regroupe 112 communes, est catégorisée dans les aires de 50 000 à moins de 200 000 habitants,.

### Occupation des sols

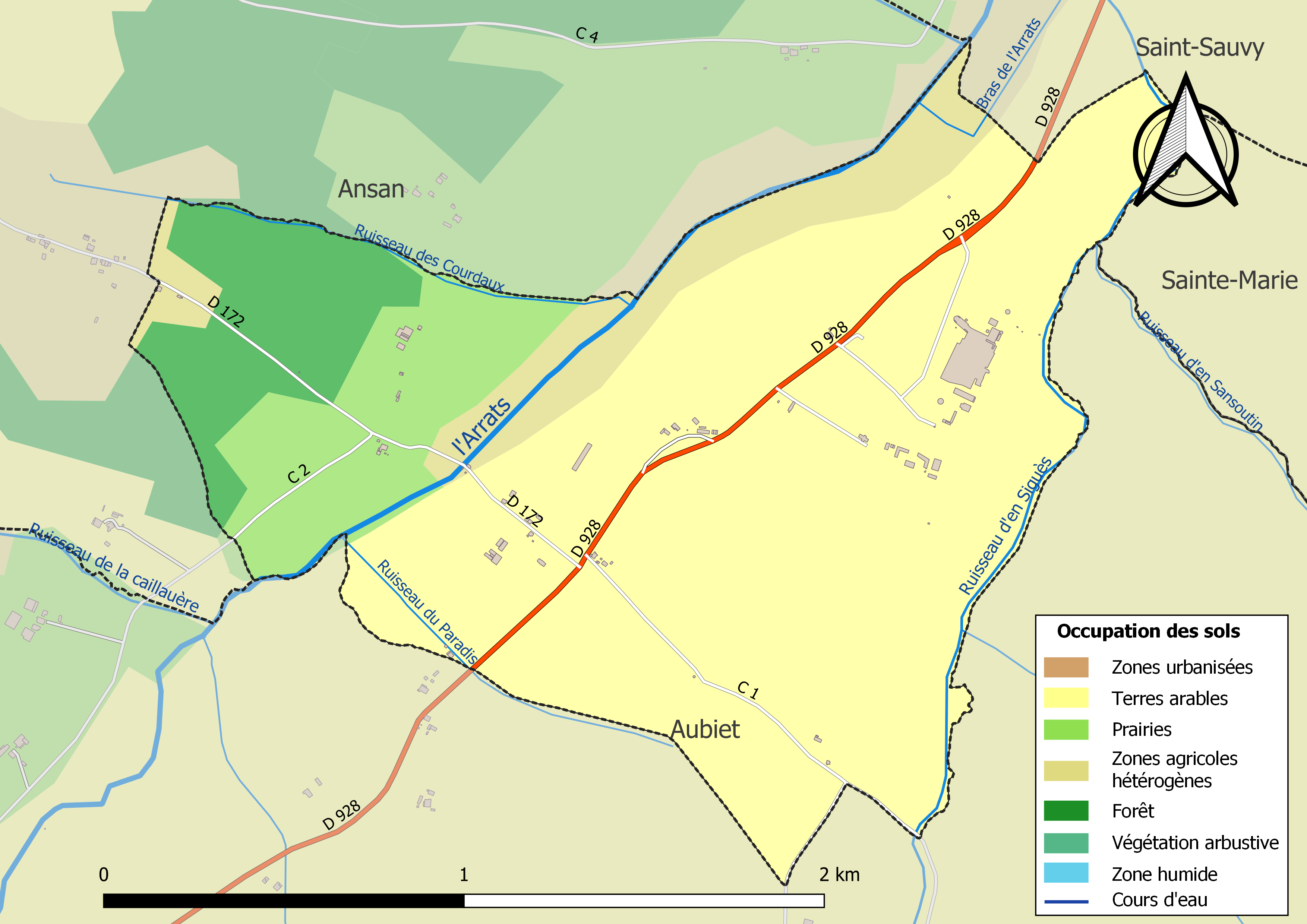
Carte des infrastructures et de l'occupation des sols de la commune en 2018 (CLC).

L'occupation des sols de la commune, telle qu'elle ressort de la base de données européenne d’occupation biophysique des sols Corine Land Cover (CLC), est marquée par l'importance des territoires agricoles (90,4 % en 2018), une proportion identique à celle de 1990 (90,4 %). La répartition détaillée en 2018 est la suivante : 
terres arables (69,3 %), prairies (11,2 %), zones agricoles hétérogènes (9,8 %), forêts (9,6 %). L'évolution de l’occupation des sols de la commune et de ses infrastructures peut être observée sur les différentes représentations cartographiques du territoire : la carte de Cassini (XVIIIe siècle), la carte d'état-major (1820-1866) et les cartes ou photos aériennes de l'IGN pour la période actuelle (1950 à aujourd'hui).

### Risques majeurs
Le territoire de la commune de Blanquefort est vulnérable à différents aléas naturels : météorologiques (tempête, orage, neige, grand froid, canicule ou sécheresse) et séisme (sismicité très faible). Un site publié par le BRGM permet d'évaluer simplement et rapidement les risques d'un bien localisé soit par son adresse soit par le numéro de sa parcelle.

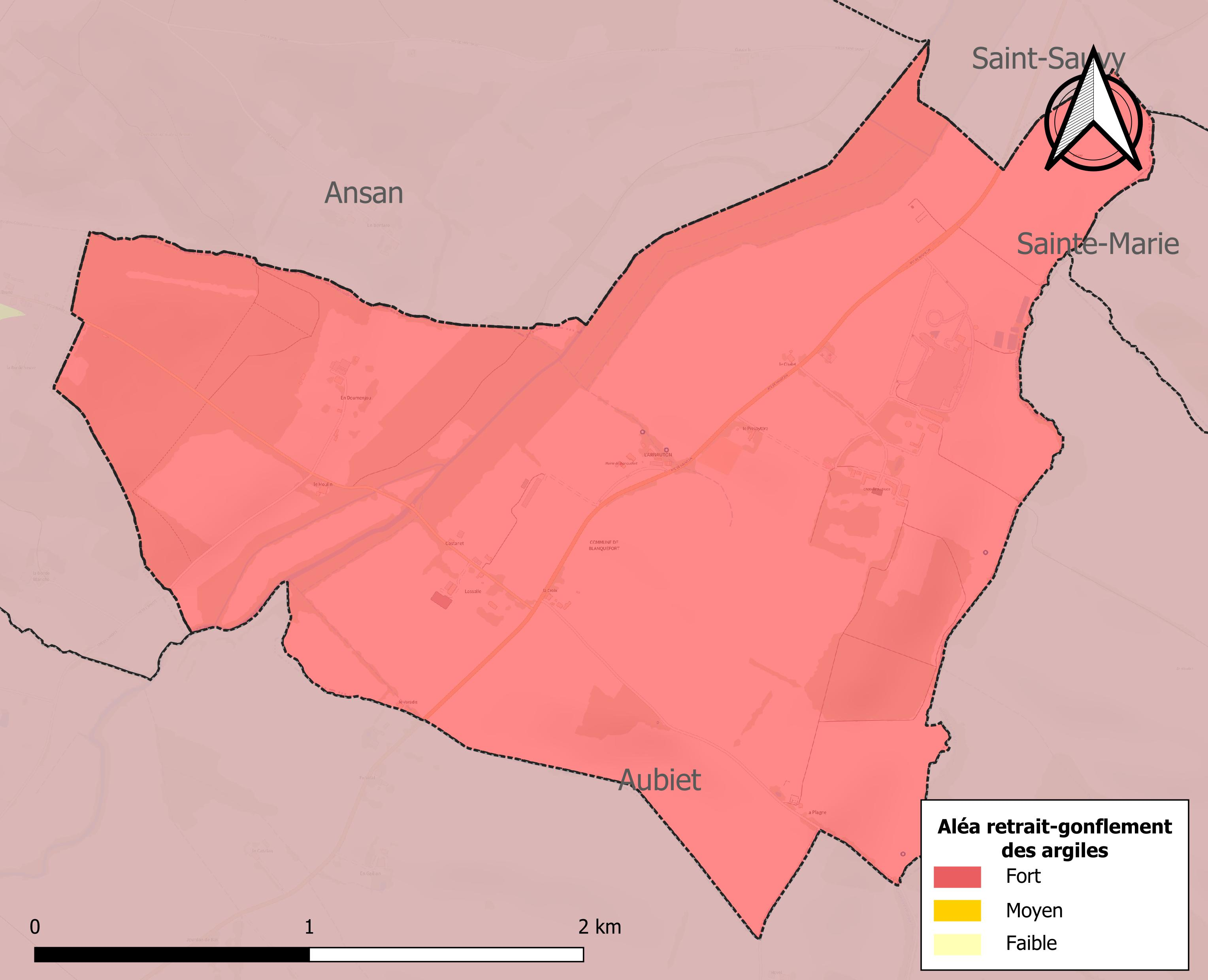
Carte des zones d'aléa retrait-gonflement des sols argileux de Blanquefort.

Le retrait-gonflement des sols argileux est susceptible d'engendrer des dommages importants aux bâtiments en cas d’alternance de périodes de sécheresse et de pluie. La totalité de la commune est en aléa moyen ou fort (94,5 % au niveau départemental et 48,5 % au niveau national). Sur les 26 bâtiments dénombrés sur la commune en 2019, 26 sont en aléa moyen ou fort, soit 100 %, à comparer aux 93 % au niveau départemental et 54 % au niveau national. Une cartographie de l'exposition du territoire national au retrait gonflement des sols argileux est disponible sur le site du BRGM,.
Par ailleurs, afin de mieux appréhender le risque d’affaissement de terrain, l'inventaire national des cavités souterraines permet de localiser celles situées sur la commune.
La commune a été reconnue en état de catastrophe naturelle au titre des dommages causés par les inondations et coulées de boue survenues en 1999, 2008, 2009 et 2018. Concernant les mouvements de terrains, la commune a été reconnue en état de catastrophe naturelle au titre des dommages causés par la sécheresse en 1997 et 2011 et par des mouvements de terrain en 1999.

## Histoire

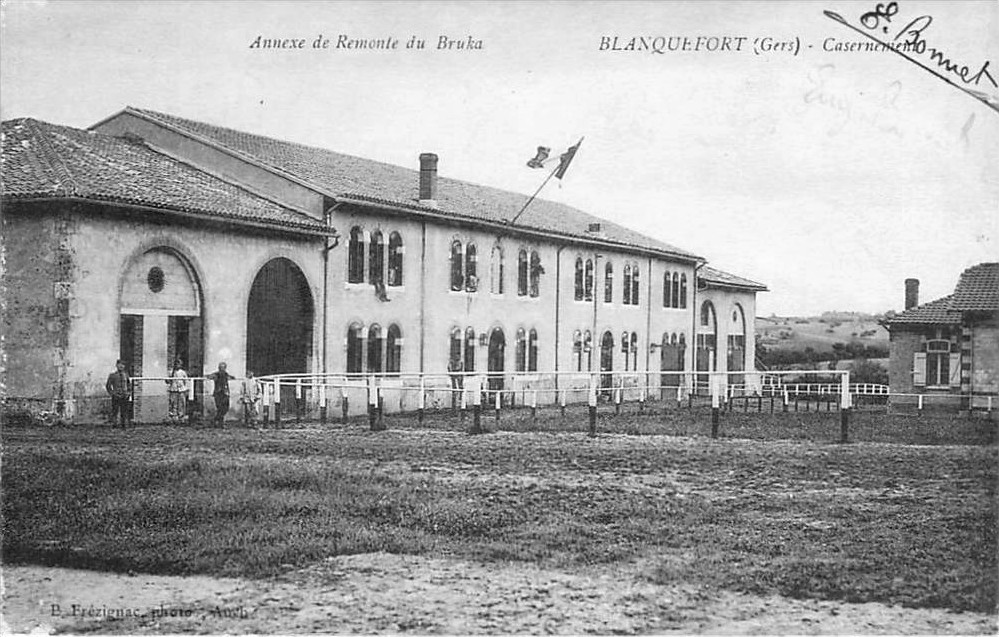
Carte postale ancienne faisant état d'un casernement à Blanquefort.

Blanquefort est une petite commune du Gers. Petite par la taille, elle présente néanmoins des particularités intéressantes. L'arrivée en 1924, d'une communauté d'immigrés italiens de la province de Bergame, l'installation, au début des années 1970, d'une usine qui compte aujourd'hui 285 employés, en font un village atypique, à l'histoire originale.

## Politique et administration

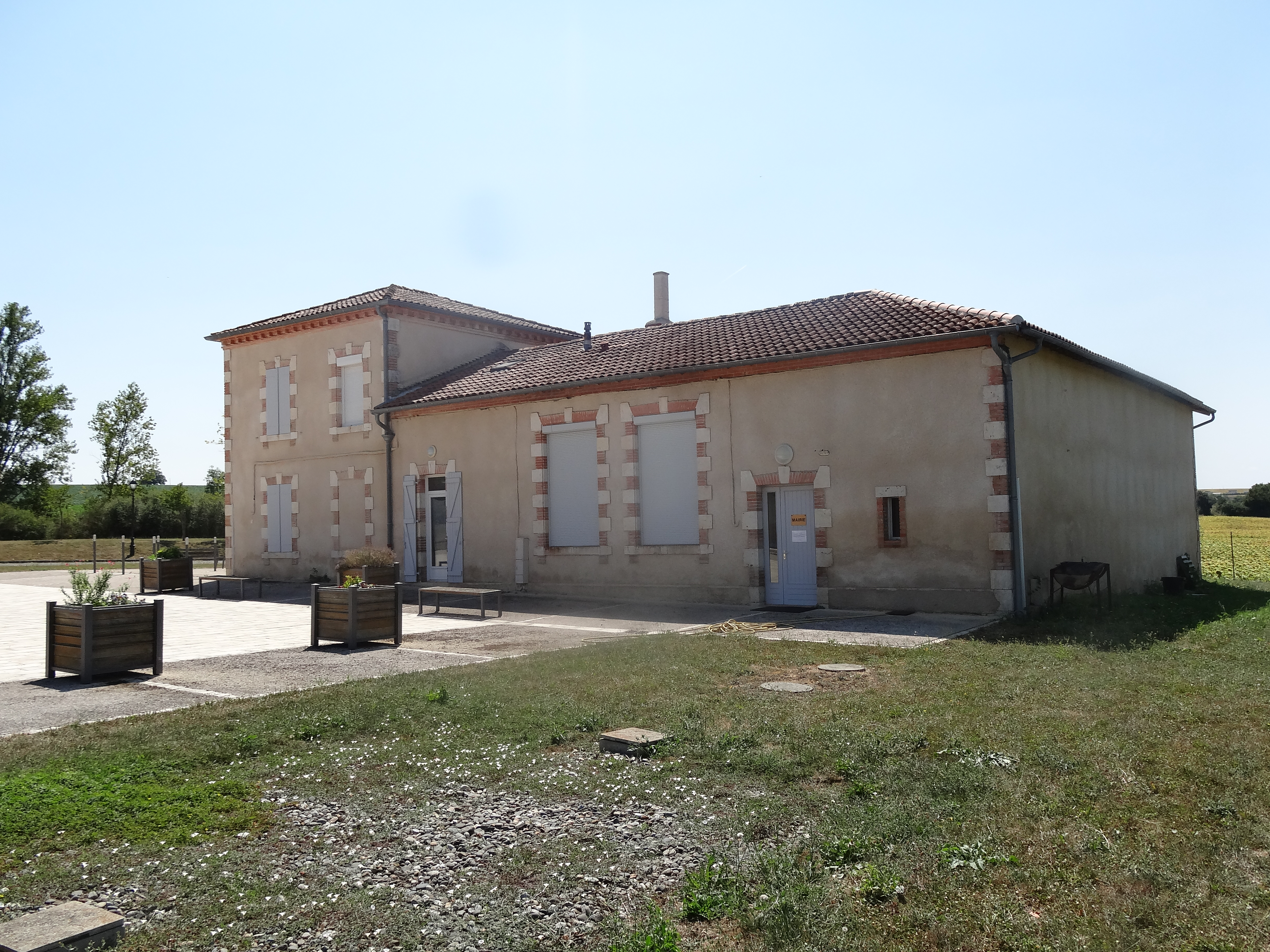
La mairie.

### Enseignement

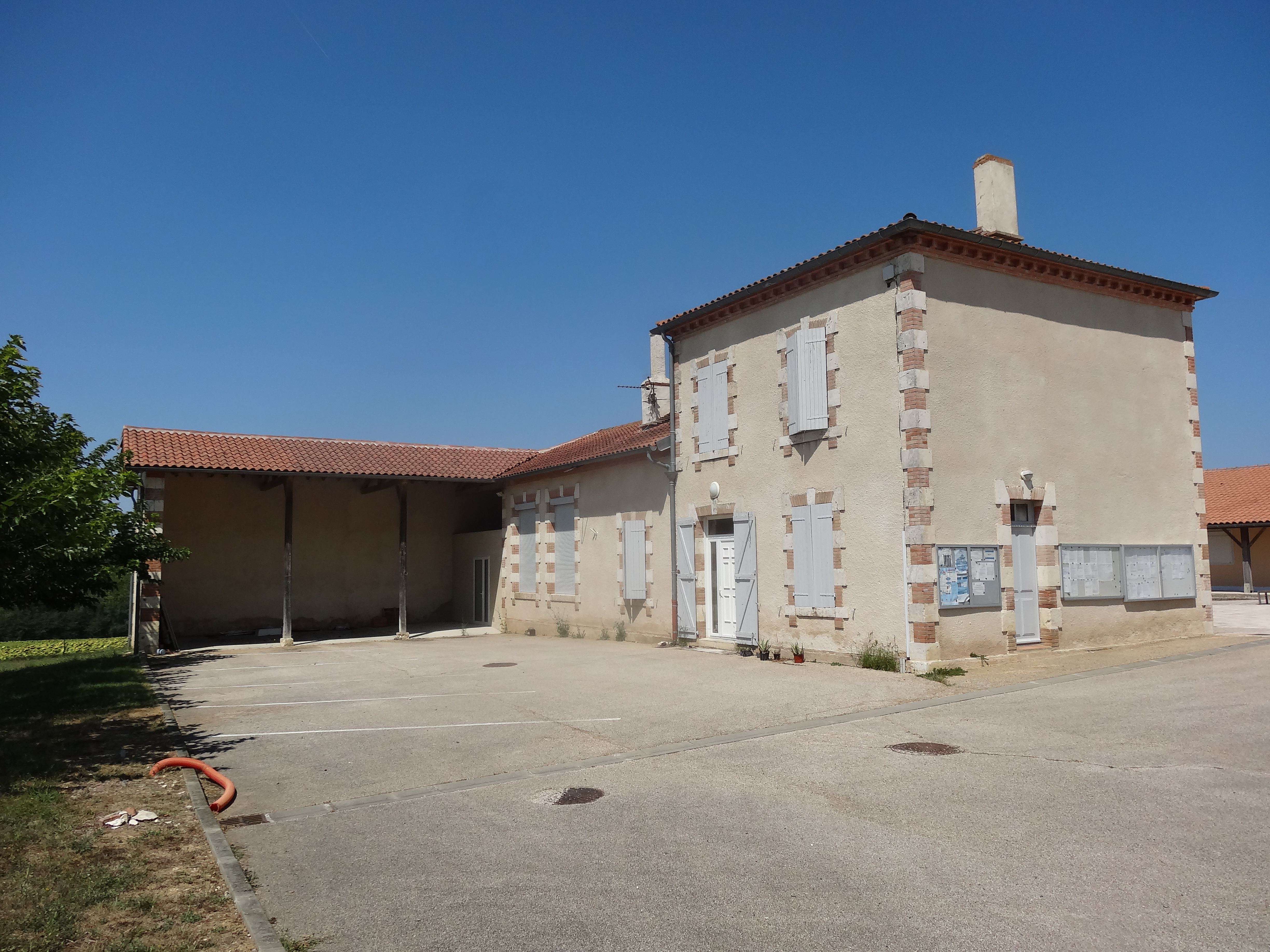
L'ancienne école.

## Population et société

### Démographie
| 1793 | 1800 | 1806 | 1821 | 1831 | 1841 | 1846 | 1851 | 1856 |
| ---- | ---- | ---- | ---- | ---- | ---- | ---- | ---- | ---- |
| 126  | 119  | 119  | 127  | 139  | 128  | 118  | 102  | 96   |

| 1861 | 1866 | 1872 | 1876 | 1881 | 1886 | 1891 | 1896 | 1901 |
| ---- | ---- | ---- | ---- | ---- | ---- | ---- | ---- | ---- |
| 110  | 103  | 97   | 102  | 114  | 114  | 101  | 86   | 89   |

| 1906 | 1911 | 1921 | 1926 | 1931 | 1936 | 1946 | 1954 | 1962 |
| ---- | ---- | ---- | ---- | ---- | ---- | ---- | ---- | ---- |
| 71   | 80   | 111  | 146  | 127  | 108  | 89   | 77   | 95   |

| 1968 | 1975 | 1982 | 1990 | 1999 | 2005 | 2006 | 2010 | 2015 |
| ---- | ---- | ---- | ---- | ---- | ---- | ---- | ---- | ---- |
| 106  | 82   | 57   | 44   | 44   | 67   | 70   | 54   | 55   |

| 2020 | 2022 | - | - | - | - | - | - | - |
| ---- | ---- | - | - | - | - | - | - | - |
| 45   | 43   | - | - | - | - | - | - | - |

### Manifestations culturelles et festivités

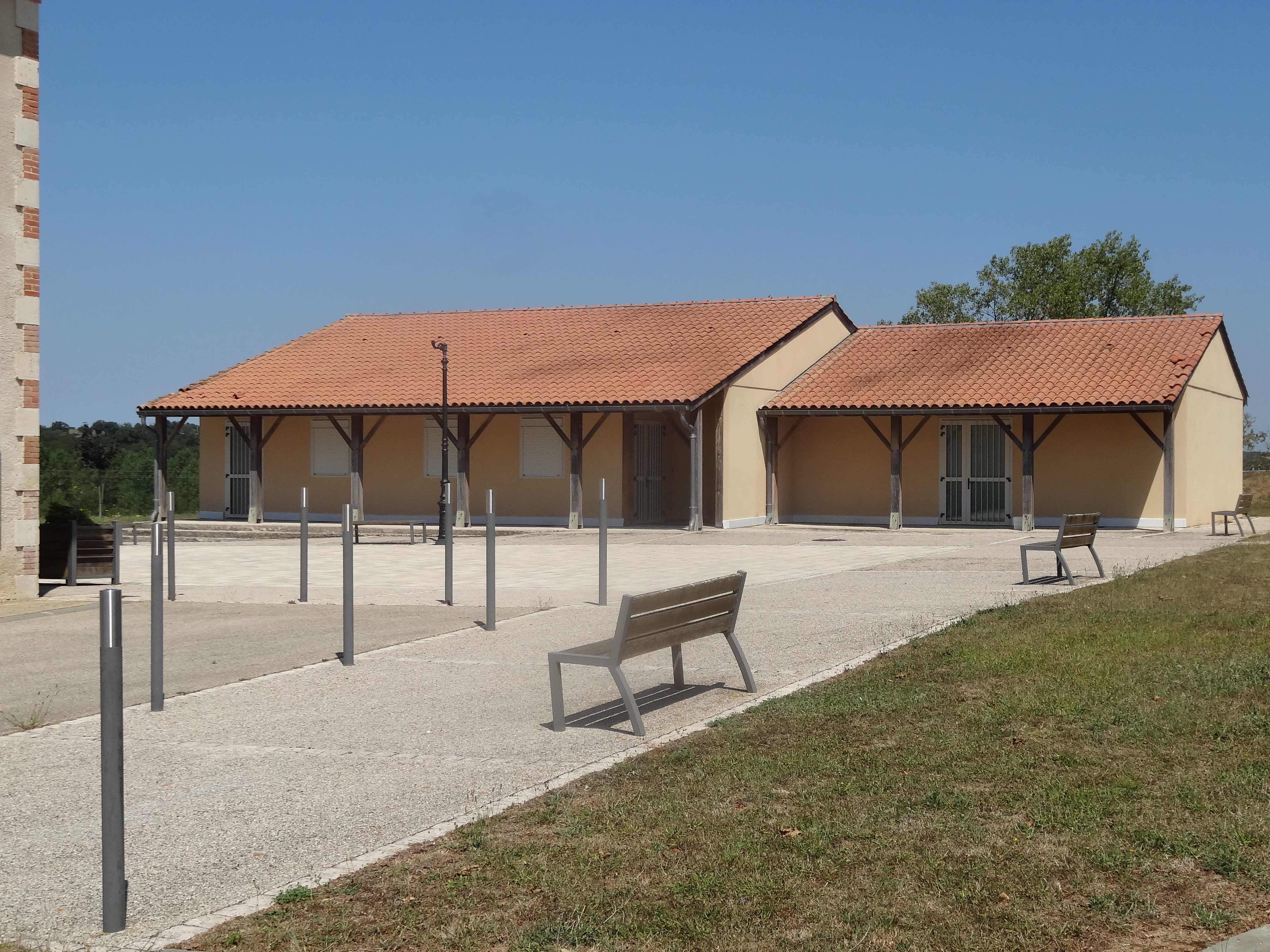
La salle des fêtes.

- Fête : dimanche suivant le 15 octobre[25].

Blanquefort a une salle des fêtes utilisée par ses habitants et par son comité des fêtes. Elle a une capacité de 150 places assises.[réf. nécessaire]

## Économie

### Emploi
|                | 2008  | 2013  | 2018  |
| -------------- | ----- | ----- | ----- |
| Commune        | 6,7 % | 9,1 % | 8,8 % |
| Département    | 6,1 % | 7,5 % | 8,2 % |
| France entière | 8,3 % | 10 %  | 10 %  |

En 2018, la population âgée de 15 à 64 ans s'élève à 40 personnes, parmi lesquelles on compte 67,6 % d'actifs (58,8 % ayant un emploi et 8,8 % de chômeurs) et 32,4 % d'inactifs,. Depuis 2008, le taux de chômage communal (au sens du recensement) des 15-64 ans est supérieur à celui du département, mais inférieur à celui de la France.
La commune fait partie de la couronne de l'aire d'attraction d'Auch, du fait qu'au moins 15 % des actifs travaillent dans le pôle,. Elle compte 242 emplois en 2018, contre 214 en 2013 et 224 en 2008. Le nombre d'actifs ayant un emploi résidant dans la commune est de 24, soit un indicateur de concentration d'emploi de 1028,7 % et un taux d'activité parmi les 15 ans ou plus de 59 %.
Sur ces 24 actifs de 15 ans ou plus ayant un emploi, 7 travaillent dans la commune, soit 30 % des habitants. Pour se rendre au travail, 85 % des habitants utilisent un véhicule personnel ou de fonction à quatre roues et 15 % n'ont pas besoin de transport (travail au domicile).

### Activités hors agriculture

#### Secteurs d'activités
5 établissements sont implantés  à Blanquefort au 31 décembre 2019.
Le secteur de l'administration publique, l'enseignement, la santé humaine et l'action sociale est prépondérant sur la commune puisqu'il représente 20 % du nombre total d'établissements de la commune (1 sur les 5 entreprises implantées  à Blanquefort), contre 12,3 % au niveau départemental.

#### L'usine Prolainat

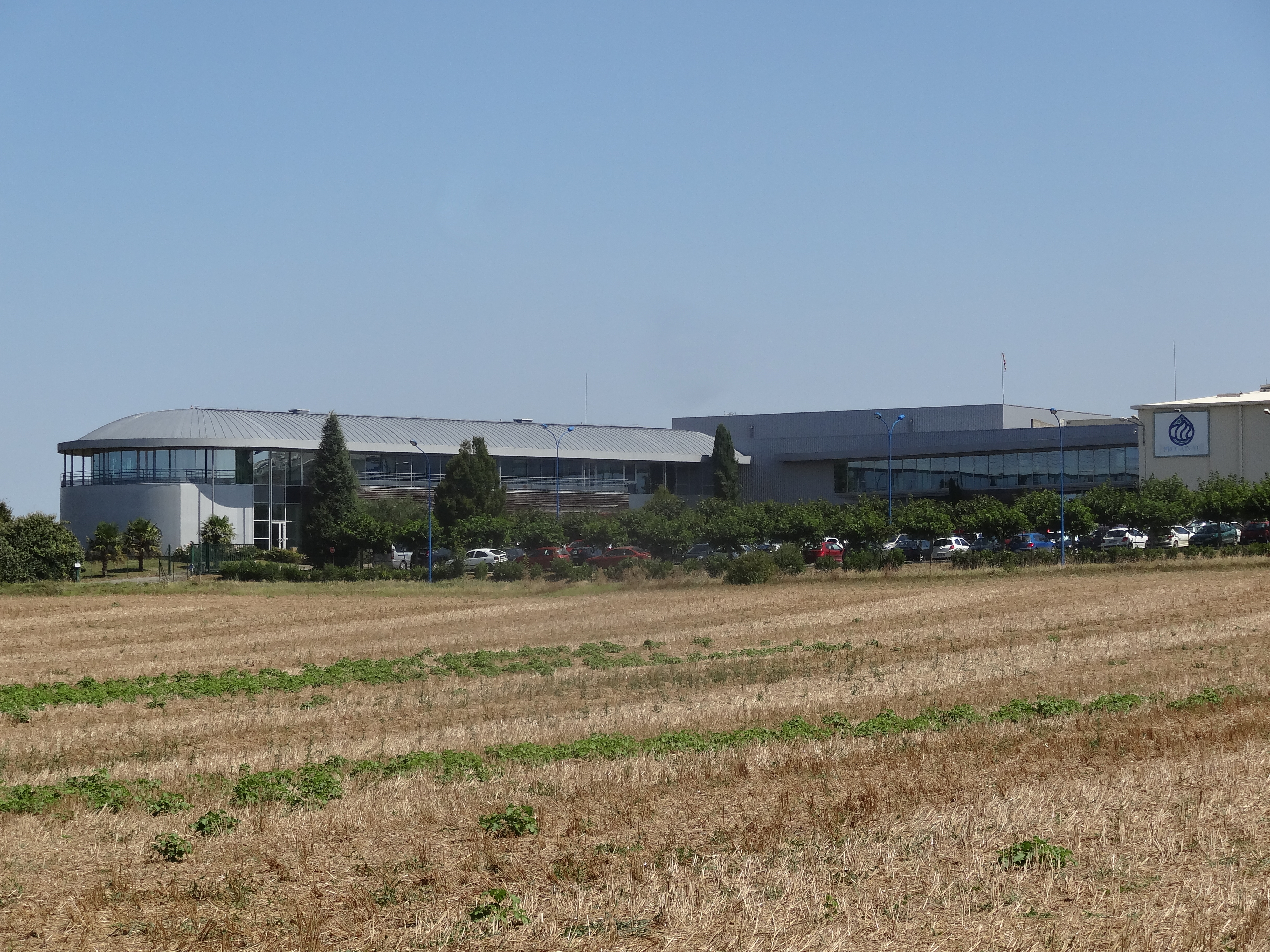
L'usine Prolainat en 2018.

L’usine de glace Prolainat est née de l’initiative d’un agriculteur de la commune : Begon de Scorraille. Ce dernier possédait une exploitation sur le sol communal de quelque 150 hectares,qui était essentiellement tournée vers l’élevage. Face à la crise consécutive aux chocs pétroliers et à la diminution des prix du lait, il décida de se lancer dans la fabrication de produits naturels laitiers. Il la céda ensuite à son neveu Étienne de Scorraille, avant d'être rachetée par le groupe Andros.

### Agriculture
|               | 1988 | 2000 | 2010 | 2020 |
| ------------- | ---- | ---- | ---- | ---- |
| Exploitations | 5    | 3    | 4    | 3    |
| SAU (ha)      | 350  | 316  | 424  | 272  |

La commune est dans les « Coteaux du Gers », une petite région agricole occupant l'est du département du Gers. En 2020, l'orientation technico-économique de l'agriculture  sur la commune est la polyculture et/ou le polyélevage. Trois exploitations agricoles ayant leur siège dans la commune sont dénombrées lors du recensement agricole de 2020 (cinq en 1988). La superficie agricole utilisée est de 272 ha,,.

## Culture locale et patrimoine

### Lieux et monuments

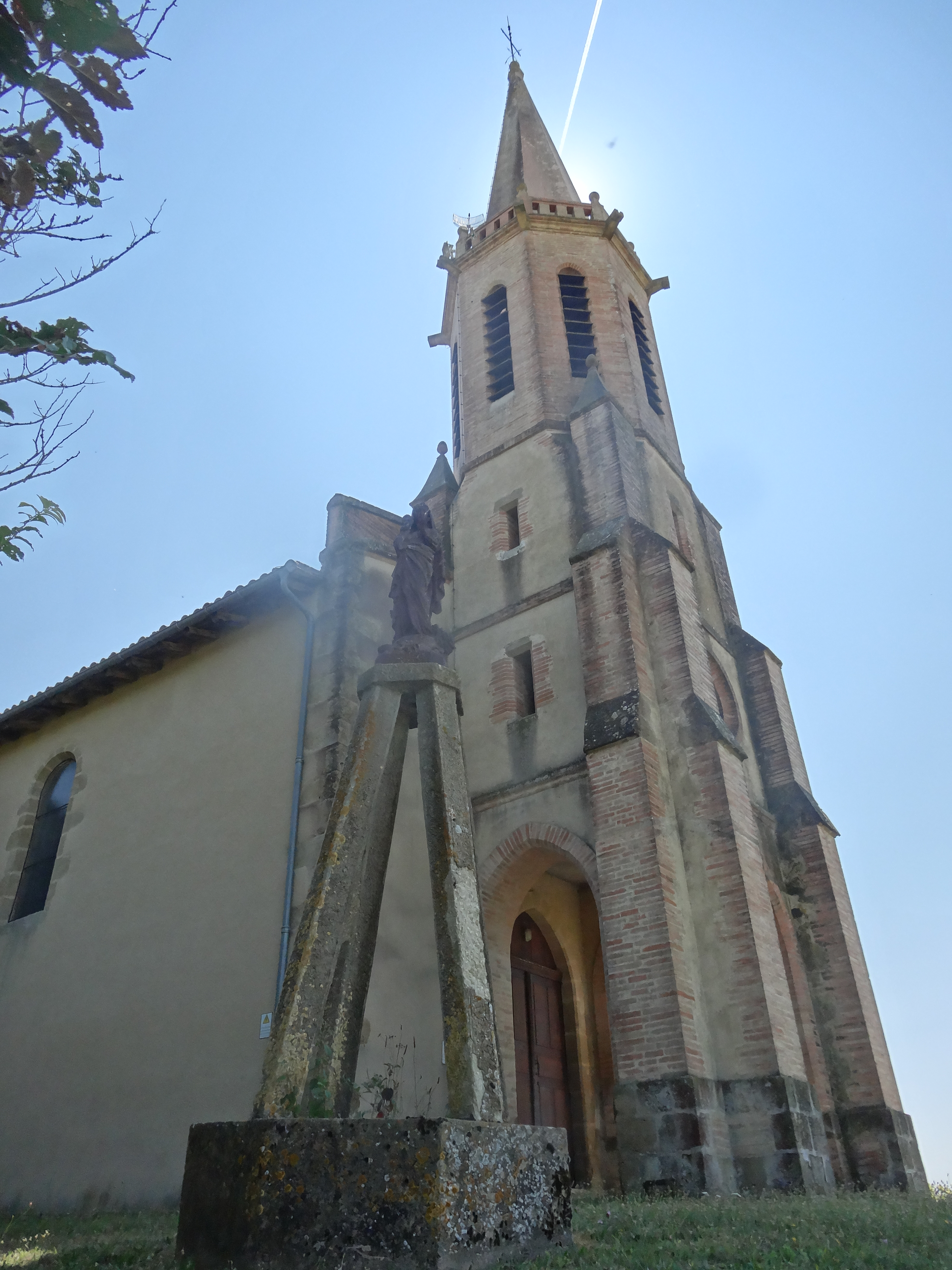
L'église de Blanquefort.

- L'église Saint-Sabin de Blanquefort : elle a été édifiée par le marquis de Scorraille avant d'être rachetée par la commune. La messe n'y est aujourd'hui célébrée que durant certaines occasions (baptêmes, communions...) ;
- La chapelle rurale du cimetière ;
- Le château de Bruca situé à proximité de l’église.

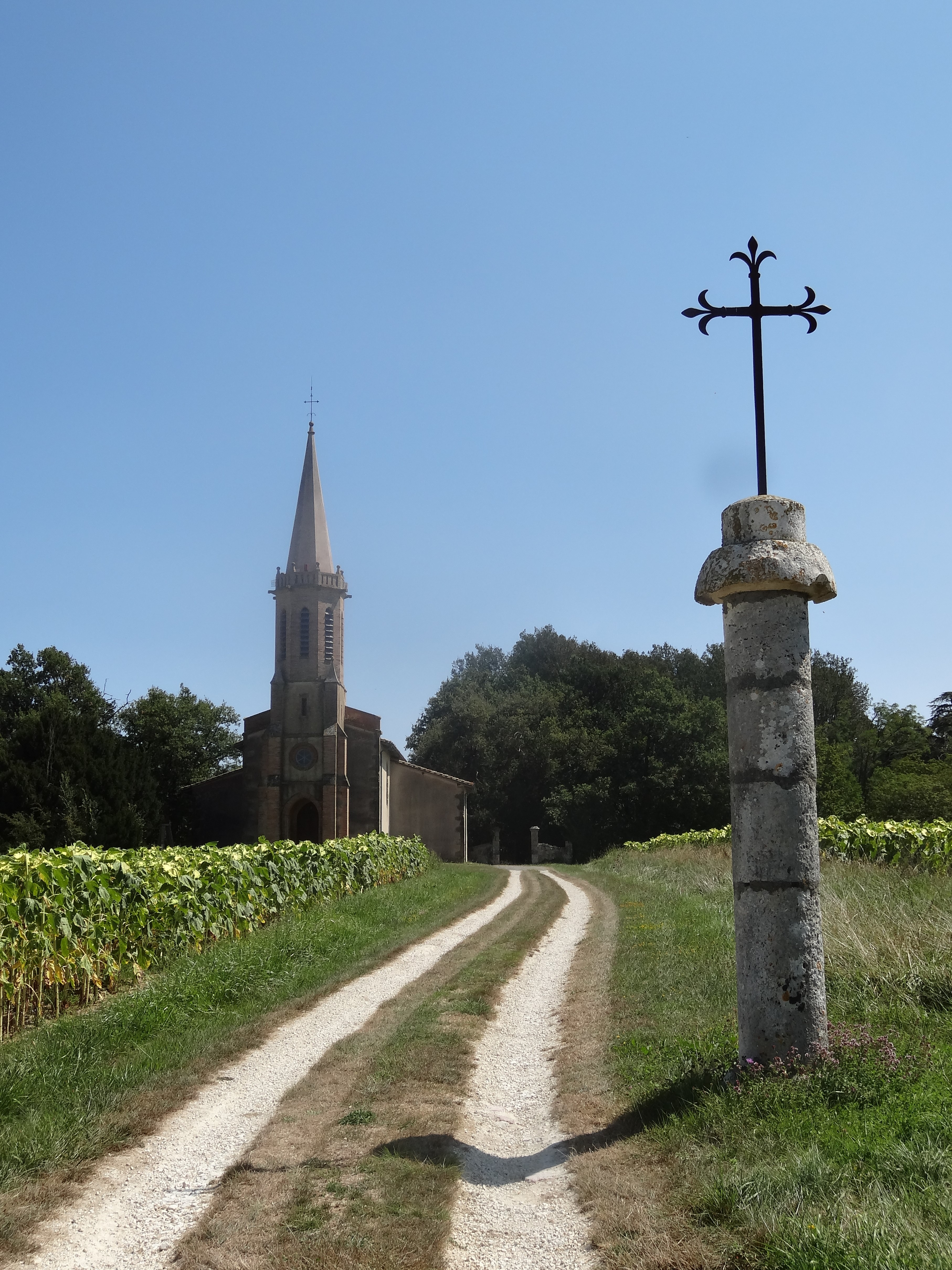
Autre vue de l'église.
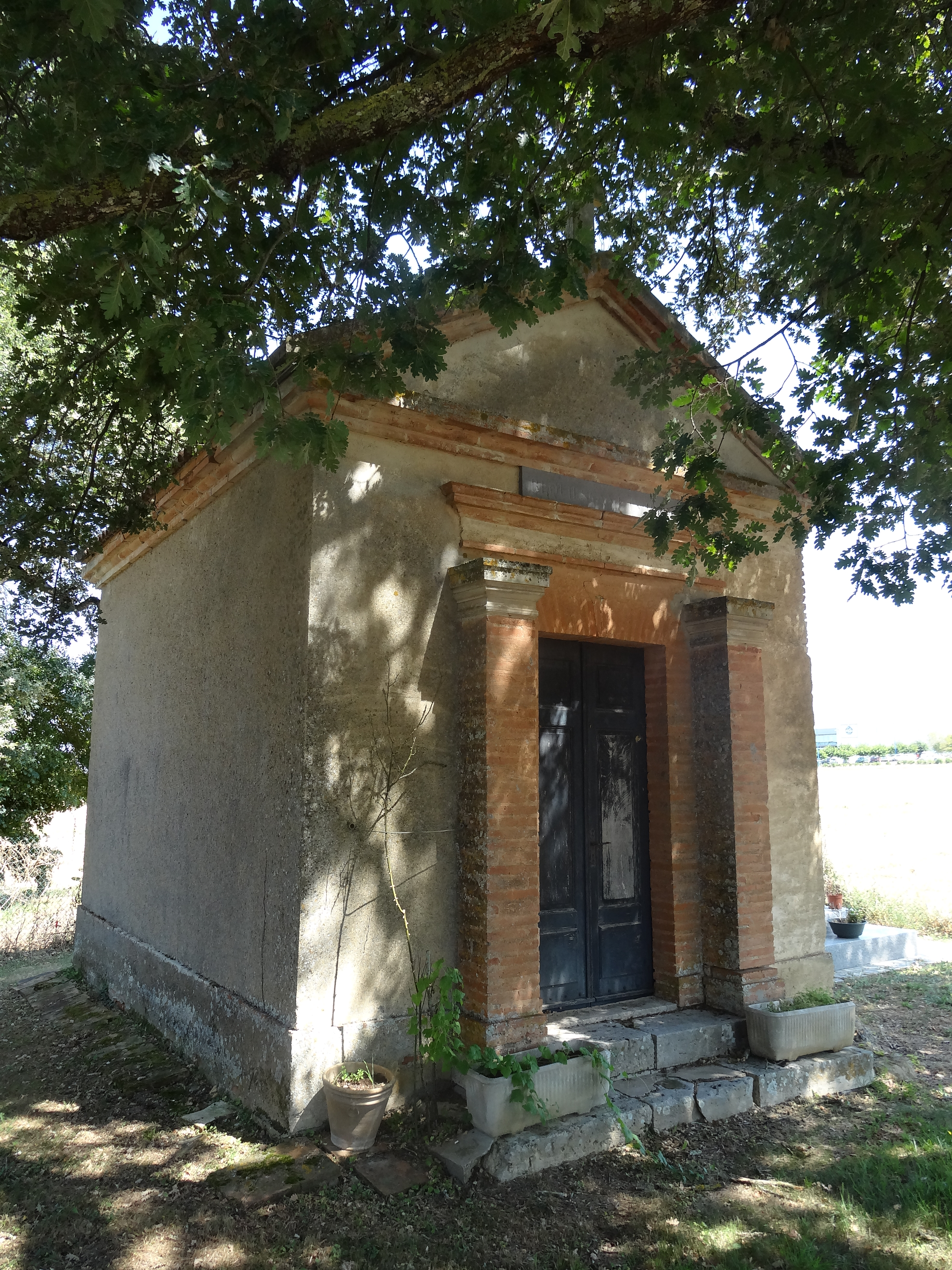
La chapelle rurale.
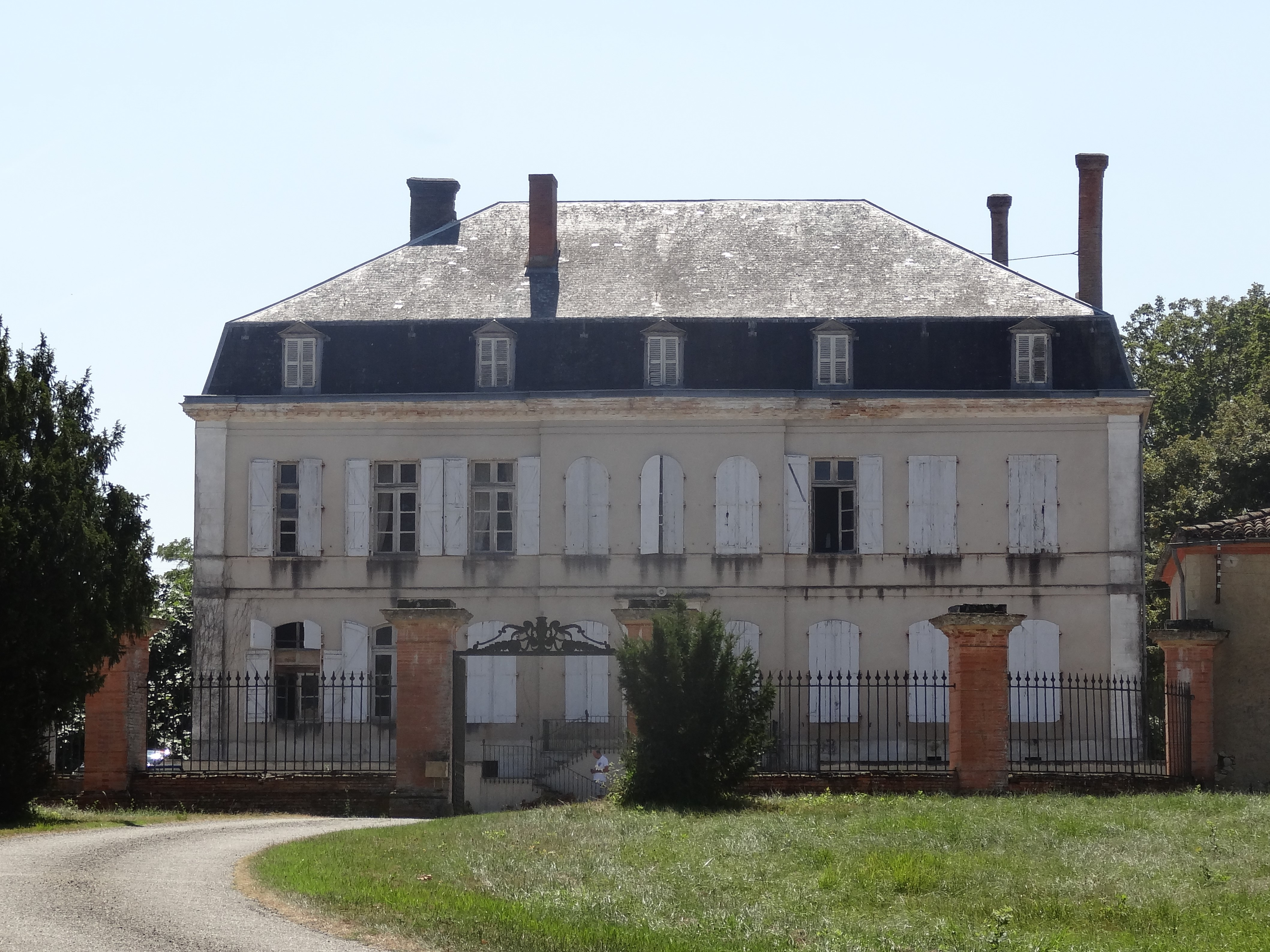
Le château de Bruca.
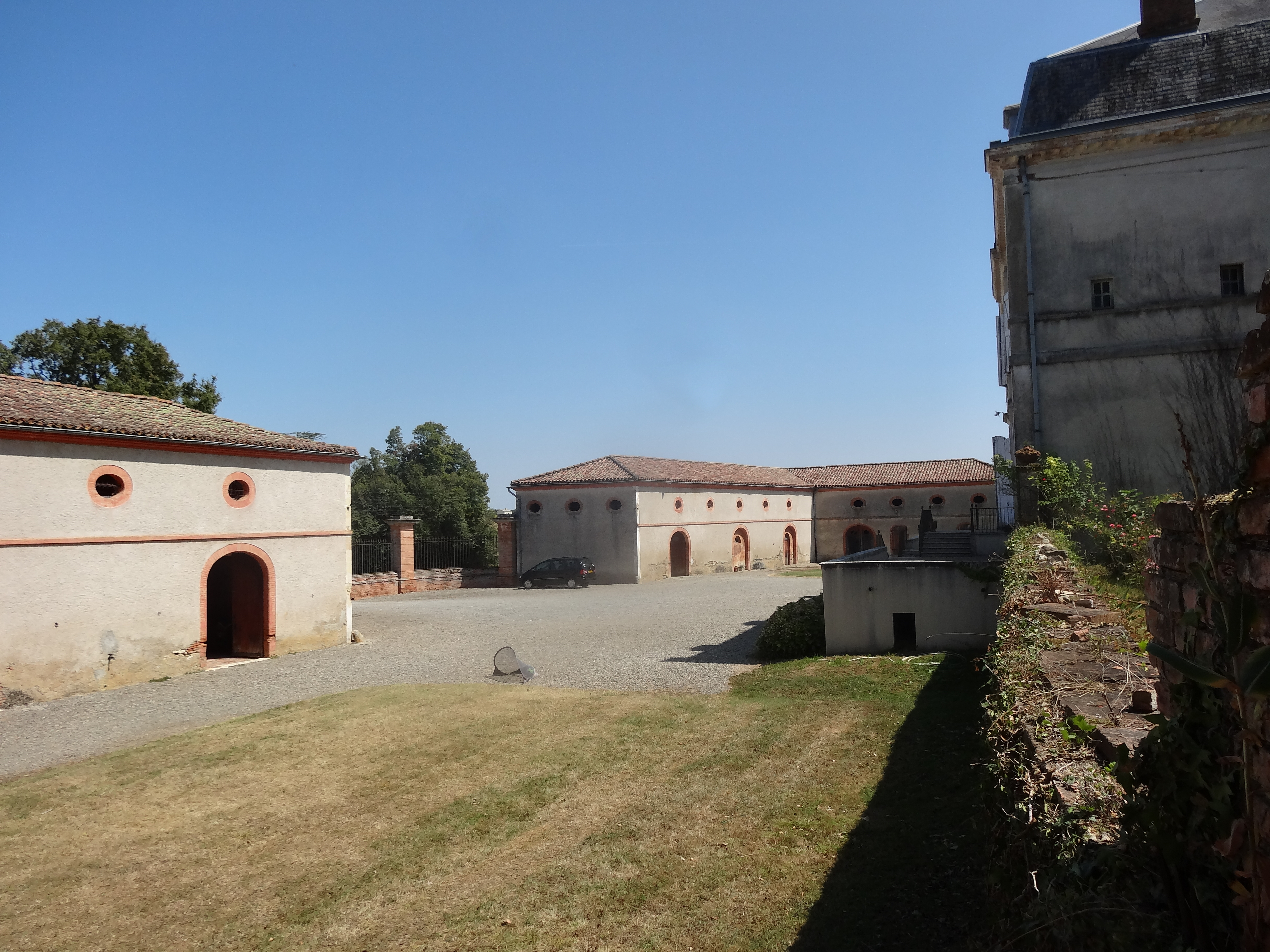
Autre vue du château.